# Ministère de l'Environnement (république de Chine)
Pour les articles homonymes, voir Ministère de l'Environnement.
Le ministère de l'Environnement (officiellement en anglais : Ministry of Environment, en chinois traditionnel : 環境部 ; pinyin : Huánjìng bù) est un des ministères de la branche exécutive du gouvernement de la république de Chine (en), chargé des affaires liées à l'environnement.

## Histoire
Les questions relatives à la protection de l'environnement entrent dans le périmètre du département de la Santé, créé le 17 mars 1971, via sa division de la Santé environnementale (Environmental Health Division). Ce service est promu le 29 janvier 1982 en tant que bureau de la Protection de l'Environnement (Environmental Protection Bureau) à la suite de la loi sur la protection de l'environnement votée par le Yuan exécutif en avril 1979, puis à nouveau remanié le 22 août 1987 en tant qu'Administration de la Protection de l'Environnement (Environmental Protection Administration).
Le 22 août 2023, le conseil est remanié et élevé au statut de ministère, en tant que ministère de l'Environnement ; plusieurs agences passent ainsi sous le giron de ce nouveau ministère : l'agence du Changement climatique, l'agence du Recyclage des ressources, l'agence de Gestion des substances chimiques, l'agence de Gestion de l'environnement,.